# Pleioblastus incarnatus
Pleioblastus incarnatus är en gräsart som beskrevs av Shou Liang Chen och Guo Ying Sheng. Pleioblastus incarnatus ingår i släktet grenbambu, och familjen gräs. Inga underarter finns listade i Catalogue of Life.